# Petrus Molinaeus

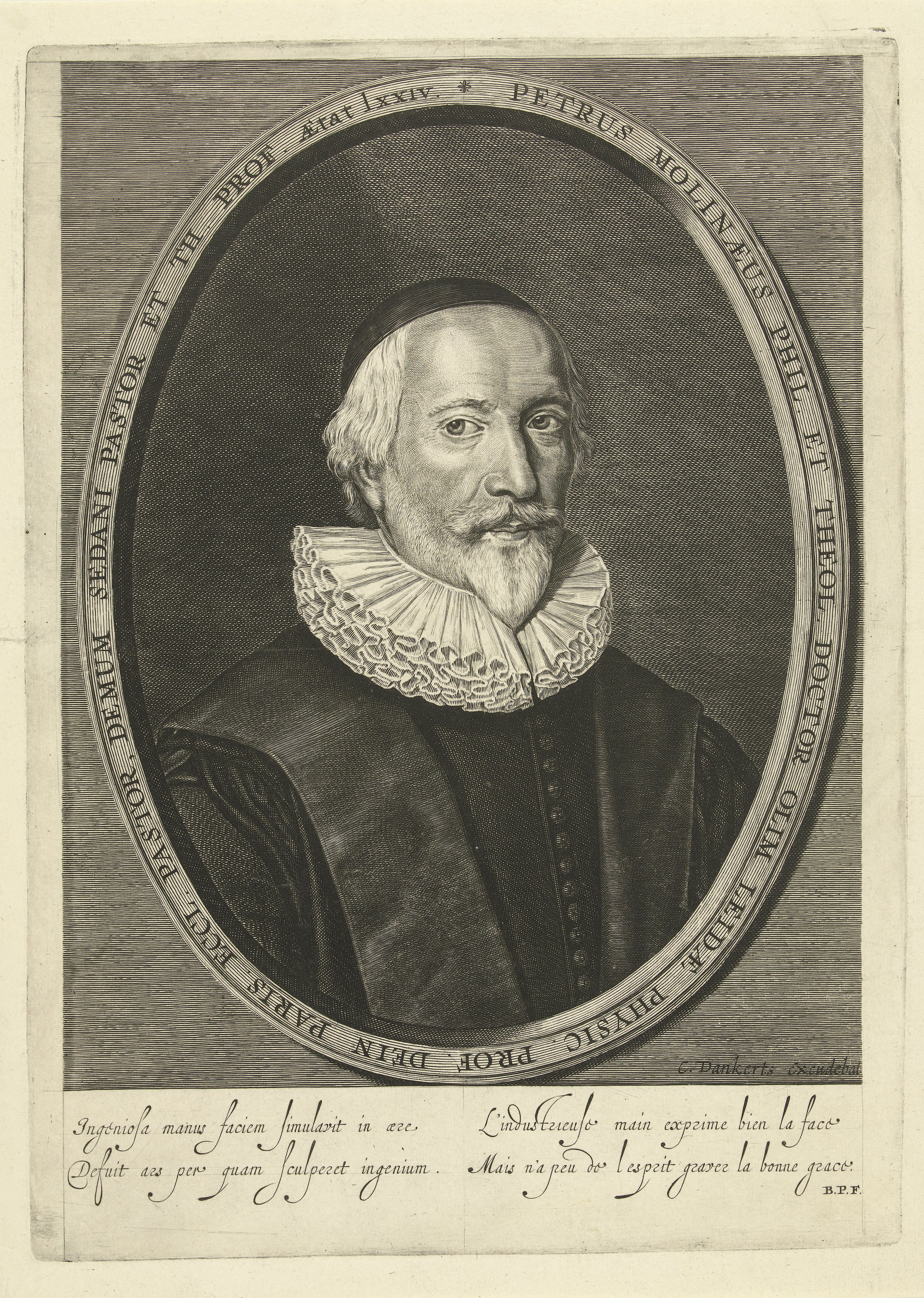
Portret van Petrus Molinaeus op 74-jarige leeftijd.

Petrus Molinaeus of Pierre Du Moulin (Buhy, 16 oktober 1568 – Sedan, 10 maart 1658) was een Franse protestantse predikant en theoloog. Hij was gedurende dertig jaar predikant in de tempel van Charenton-le-Pont en docent aan de Academie van Sedan (1621-1658).

## Levensloop
In 1564 trouwde predikant Joachim Du Moulin in Orléans met Françoise Gabet, dochter van rechter Innocent Gabet, die in Vienne gedood werd tijdens de slachtingen bekend als de Bartholomeusnacht. Het echtpaar had vier kinderen: Esther, Joachim (†1583), Pierre en Éléazar (1570-1588).
Joachim du Moulin sr. werd uit zijn kerk in Mouy verjaagd. Hij vond onderdak met zijn gezin in het kasteel van Buhy, in de Vexin. De kasteelheer was protestant en verleende asiel. Daar werd Pierre geboren.
In 1570 werd de Vrede van Saint-Germain-en-Laye uitgevaardigd en vond Joachim zijn geloofsgenoten terug in Cœuvres onder de hoede van Jean I d'Estrées. Maar na de Bartholomeusnacht bekeerde zijn zoon, Antoine d'Estrées, zich tot het katholicisme en stuurde de beschermelingen van zijn vader weg.
Het gezin Du Moulin werd in bescherming genomen door Henri-Robert de La Marck, prins van Sedan en hertog van Bouillon, en bereikte Sedan op 3 januari 1573. De echtgenote overleed een maand later. Het jaar daarop hertrouwde Joachim met Guillaumette d'Avrigny, die de weduwe was van Mercadet, de predikant van Montataire, die omkwam tijdens de Sint-Bartholomeusnacht. Dit tweede huwelijk had drie kinderen: Jean, Daniel en Marie, die trouwde met André Rivet, predikant in Thouars, in Leiden en in Breda.
Terwijl het gezin in Sedan bleef, hernam Joachim zijn taak van predikant voor de gereformeerde kerk van Soissons, toen geïnstalleerd in Saint-Pierre-Aigle. In 1584 vestigde hij zich opnieuw in Sedan. Pierre volgde er de lessen in het college en eindigde die met een eerste prijs.
In 1588 sloeg Pierre op de vlucht voor de oorlogen van de Heilige Liga. Hij trok naar Engeland en werd er de huisonderwijzer van de zoon van de gravin van Rutland, die studeerde aan de Universiteit van Cambridge. Tijdens de vakantie verbleef hij in Londen in contact met leden van de Waalse Kerk.
Na vier jaar in Engeland te hebben gewoond, verhuisde hij naar de Universiteit van Leiden, op vraag van zijn vriend François du Jon die er theologie doceerde. Hij nam, op vierentwintigjarige leeftijd, deel aan een wedstrijd, waarna hij docent werd benoemd. Onder zijn studenten had hij onder meer Hugo Grotius, met wie hij later polemieken zou voeren. 
In het pension waar hij woonde, bij Josephus Justus Scaliger, ontmoette hij voorname personen, zoals Paul Trude Choart, hertog van Buzenval. In Parijs werd hij benoemd tot kapelaan bij prinses Catherine de Bourbon (1559-1604) in het hertogdom Lotharingen. Elk jaar en vanaf 1603 om de twee jaar verbleef hij drie maanden bij haar. Hij ontmoette in 1599 in Vitry-le-François, Marie Colignon, dochter van jonkheer de Chalitte en weduwe van de predikant Samuel Le Pois. Hij trouwde met haar.
Ook in 1599 vestigde hij zich als predikant in Grigny en vanaf 1603 in Ablon. Hij werd de eerste predikant in de tempel van Charenton-le-Pont.
In augustus 1605 nam hij deel aan de algemene vergadering van de gereformeerde kerken in Châtellerault.
Gedurende een vijftiental jaren was hij mee actief in de polemieken met katholieken, maar ook met sommige gereformeerden. In 1615 nam hij in Engeland deel aan bijeenkomsten die tot doel hadden de protestantse kerken te verenigen. In 1620 zat hij de Synode van Alès voor.
Toen in 1620 de politieke toestand voor de gereformeerden in Frankrijk ongunstiger werd, verhuisde hij naar Sedan. Toen hij er in januari 1621 aankwam dacht hij dat het maar voor een korte tijd zou zijn, maar hij bleef er zevenendertig jaar, tot aan zijn dood. Als professor theologie werd hij een van de belangrijkste en meest invloedrijke personaliteiten binnen de Academie van Sedan. Hij was de leermeester van Frédéric-Maurice de La Tour d'Auvergne (1605-1652), die prins van Sedan en hertog van Bouillon werd.

## Gezin
Pierre du Moulin was de vader van: 
- Pierre Du Moulin (1601-1684), die kapelaan werd bij Charles II van Engeland en kanunnik van de Kathedraal van Canterbury. Hij is de auteur van Traité de la paix de l'âme et du contentement de l'esprit.
- Esther Du Moulin (1603-1639), trouwde met Daniel Jurieu, predikant in de streek van Orléans. Pierre Jurieu, theoloog en professor aan de Academie van Sedan, was haar zoon.
- Louis Du Moulin (1605-1683), publiceerde polemische geschriften tegen het katholicisme en een Paraenesis ad Edificatores Imperii in Imperio, opgedragen aan Olivier Cromwell.
- Cyrus Du Moulin (°1608), werd predikant in Châteaudun en was de schoonvader van Jacques Basnage en Pierre Jurieu.
- Marie du Moulin (1620-1699), was een geleerde vrouw (Hebreeuws, logica, fysica, moraal en andere disciplines). Volgens Bayle was ze een vrouw met grote verdiensten. Jurieu zegde dat ze kennis bezat die niet vaak bij een vrouw aanwezig was.

## Publicaties
Du Moulin schreef 75 werken. Daaronder:
- La philosophie françoise de Pierre Du Moulin: Elémens de la logique françoise, 1596, met talrijke heruitgaven.
- Théophile ou de l’amour divin, La Rochelle, 1609.
- Apologie pour la saincte cène du Seigneur, contre la présence corporelle et transsubtantiation, La Rochelle, 1609
- Bouclier de la foy ou Défense de la confession des Églises Réformées du Royaume de France. Contre les objections du Sr Jehan Arnoux Rionnois Jesuite - livre auquel sont décidées toutes les principales controverses entre les Églises réformées, & l’Église romaine, Genève, Pierre Aubert, 1619
- Accroissement des Eaux de Siloé, pour esteindre le feu de Purgatoire, & noyer les Satisfactions humaines & les Indulgences Papales, Genève, Pierre Aubert, 1614.
- De monarchia temporali pontificis romani liber, quo imperatoris, regum et principum iura adversus usurpationes papae defenduntur, Londres, 1610 en Genève, Auberti, 1614.
- Copie d'une lettre de Monsieur de Moulin, Ministre en l’Église reformée à Paris, escripte à un sien Amy en Hollande, Schiedam, Adrien Corneille & Den Haag, Arnauld Meuris, 1617.
- Accomplissement des Prophéties, où est montré que les prophéties de S. Paul, & de l'Apolclypse, & de Daniel, touchant les combats de l'Église sont accomplies, Sedan, Abdias Buyzard, 1624.
- Véritable narré de la conférence entre les sieurs Pierre Du Moulin & Gontier ; secondé par Madame la baronne de Salignac, Genève, Pierre Aubert, 1625.
- Nouveauté du Papisme, Opposée à L'Antiquité du Vray Christianisme, contre le livre de Mr le Cardinal du Perron, Genève, Pierre Chouët, 1627.
- L'anti-barbare, ou du langage incogneu : tant ès prières des particuliers qu'au service public, Genève, Pierre Aubert, 1631.
- Anatomie de la messe, où est monstré par l'Escriture saincte & par les tesmoignages de l'Ancienne Église, que la Messe est contraire à la parole de Dieu, & éloignée du chemin du Salut, Genève, Pierre Chouët, 1636.
- Le Capucin. Traitté, auquel est descrite et examinee l'Origine des Capucins, leurs Vœux, Reigles, & Disciplines, Parijs, Antoine Vitray, 1642.
- Trois sermons faits en présence des Pères Capucins qui les ont honorez de leur présence, Genève, Jacques Chouët, 1641.
- Rond 1638 schreef hij Esclaircissement des controverses salmuriennes tekst die gedurende negen jaar in handschrift circuleerde, alvorens in 1647 te worden gedrukt.
- Elementa Logica ab autore recognita, Raphelengii, Ex Officina Plantiniana, 1553.
- Décades de Sermons par Pierre du Moulin, Sedan, François Chayer, 1656.
- Semaine de méditations et de prières ; avec une préparation pour la Sainte Cène, Den Haag,  Abraham Troyel, 1695.
- Esclaircissement des controverses salmuriennes, ou défense de la doctrine des Églises réformées, Genève, Pierre Aubert, 1648.
- Saintes prières, plus divers traitez, Genève, I. Ant. & Samuel de Tournes, 1666.

In handschrift liet du Moulin een autobiografie na. De tekst werd in 1858 gepubliceerd in het Bulletin de la Société de l'histoire du protestantisme français, Paris, 1858,  online versie & 465-477 online versie